# Firmino Alves
Firmino Alves is een gemeente in de Braziliaanse deelstaat Bahia. De gemeente telt 5.864 inwoners (schatting 2009).